# Міро (граф Барселони)
Міро або Мирон I (*Miro, д/н —966) — граф Барселони, Жирони, Осуни у 947—966 роках.

## Біографія
Походив з Барселонської династії. Син Суньєра I, графа Барселони, та Ріхільди Тулузької. Після зречення батька від влади у 947 році, розділив з братом Буррелєм владу над графством.
На відміну від брата займався лише питаннями керування містом Барселоною та навколишніми територіями. У 955 році надав фінансову підтримку монастирям Сан-Кугат-дель-Вальєс, Сан-Хуан-де-лас-Абадесас, Санта-Марія-де-Ріполь. У 956 році після смерті матері згідно з її заповітом, разом із братом, здійснив пожертву монастирю Монсеррат.
Вважається, що Міро був ініціатором прокладання Графського зрошувального каналу в 960-х роках, яким вода надходила до Барселони з річки Бесос. Після його смерті у 966 році владу успадкував брат Буррель II.

## Родина
Дружина (ім'я невідоме)
Діти:
- Рамон (д/н—993), граф Уржель
- Буррель (д/н—993)
- Суньєр (д/н—993)